# Dieter Bohlen
Dieter Bohlen (født 7. februar 1954 i Berne, Niedersachsen) er en tysk sangskriver, sanger, producer, tv-personlighed m.v. Han er mest kendt for at være en del af duoen Modern Talking sammen med Thomas Anders i perioderne 1984–1987 og 1998–2003.
Han har været med til at producere musikalbums der er blevet solgt i 160 millioner eksemplarer.
Efter at Modern Talking gik hver til sit i 1987, dannede Bohlen popgruppen Blue System. Denne gruppe eksisterede indtil Modern Talkings genforening i 1998.
Dieter Bohlen har siden 2007 været én ud af tre dommere i talent showet Das Supertalent, der er den tyske version af Britain's Got Talent. Han er den eneste dommer der har deltaget fra showets begyndelse.